# Некропола са стећцима Трново 1
Некропола са стећцима Трново 1 је национални споменик Босне и Херцеговине. Налази се у засеоку Глишић села Трново, надомак Шековића у Републици Српској. Заштићено историјско подручје чини 28 стећака из периода касног средњег века.
Некропола са стећцима у Трнову није била уписана у Регистар споменика културе Социјалистичке Републике Босне и Херцеговине. Комисија за очување националних споменика у Босни и Херцеговини је, почетком априла 2014. године, уврстила некрополу у заштићено историјско подручје и прогласила га националним спомеником.
На већини стећака приметни су трагови изложености временским условима. Споменици су обрасли дивљом вегетацијом и делимично прекривени маховином.